# 双龙乡 (习水县)
双龙乡，是中华人民共和国贵州省遵义市习水县下辖的一个乡镇级行政单位。

## 行政区划
双龙乡下辖以下地区：
双龙村、大坝村、兴中村、杨寺岩村和杨坪村。